# Bourbon (Garonne)
Der Bourbon (französisch: Ruisseau de Bourbon) ist ein kleiner Fluss in Frankreich, der im Département Lot-et-Garonne in der Region Nouvelle-Aquitaine verläuft. Er entspringt beim Weiler Le Colombier, im östlichen Gemeindegebiet von Castella, entwässert generell in südwestlicher Richtung durch die Landschaft des Agenais und mündet nach rund 21 Kilometern an der Gemeindegrenze von Saint-Hilaire-de-Lusignan und Colayrac-Saint-Cirq als rechter Nebenfluss in die Garonne.

## Orte am Fluss
(Reihenfolge in Fließrichtung)
- Castella
- Moulinet, Gemeinde La Croix-Blanche
- Gouget, Gemeinde Laugnac
- Pauilhac, Gemeinde Foulayronnes
- Doulougnac, Gemeinde Madaillan
- Pauilhac, Gemeinde Foulayronnes
- Cardonnet, Gemeinde Saint-Hilaire-de-Lusignan
- Martel, Gemeinde  Colayrac-Saint-Cirq
- Saint-Hilaire-de-Lusignan

## Sehenswürdigkeiten
- Château de Madeillan, Burgruine aus dem 13. Jahrhundert über dem Fluss im Gemeindegebiet von Madeillan – Monument historique[4]